# Histoire de l'animation russe

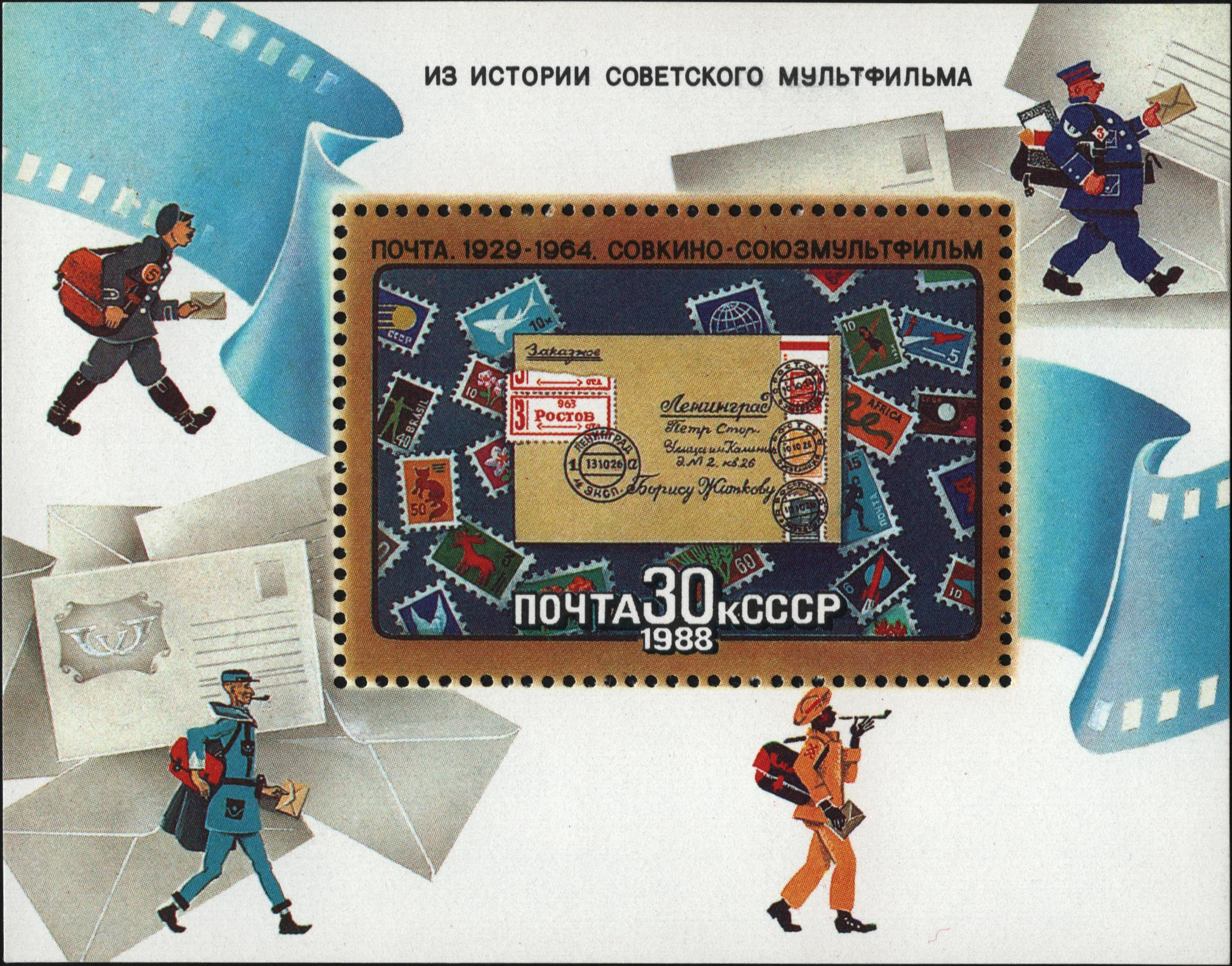
Film d'animation (1964) basé sur le poème de Samuil Marshak.

L'animation russe est relativement ignorée du grand public occidental, c'est pourtant un échelon marquant de l'histoire du cinéma d'animation. Quelques films sont diffusés sporadiquement dans les années 1980 sur les chaînes de la télévision publique française. Depuis peu[Quand ?], l'explosion de la demande en cinéma d'animation d'auteur permet de découvrir ou redécouvrir quelques-uns de ces chefs-d'œuvre du cinéma d'animation, comme Tchebourachka (1971) ou Le Hérisson dans le brouillard (1975).
Sous le régime soviétique, le cinéma russe englobait la production des divers pays qui sont devenus des républiques indépendantes après la dislocation de l'URSS, montrant la richesse et la diversité de ces différentes cultures. Ainsi se distingue le cinéma d'animation d'Asie Centrale avec entre autres les productions du Turkménistan, de l'Ouzbékistan, du Kazakhstan, du Kirghizistan.
La qualité, les styles et les techniques d'animation russes sont très variés. Parmi les techniques utilisées, on trouve entre autres :
- des dessins animés classiques proches du style de Disney, ou au style plus personnel selon les réalisateurs, notamment par Olga Khodataeva ;
- des peintures animées, extraordinaires chefs-d'œuvre d'animation, des courts-métrages réalisés en peinture à l'huile, technique également pratiquée par l'animateur suisse Georges Schwizgebel ;
- des marionnettes, en volume ou à plat, alliant toutes sortes de matériaux (notamment pâte à modeler).

Parmi les quelques auteurs particulièrement reconnus et leurs œuvres emblématiques, on peut citer :
- Ivan Ivanov-Vano[3] : Le Petit Cheval bossu (1947), adapté de l'œuvre éponyme de Piotr Erchov ;
- Mikhaïl Tsekhanovski : Les Cygnes sauvages (1962), d'après le conte d'Andersen ;
- Youri Norstein et son très primé Le Conte des contes (1979) ;
- Lev Atamanov avec La Reine des neiges (1957) ;
- Garri Bardine et ses films en plastiline : Le Loup gris et le Petit Chaperon rouge (1990), Le Chat botté (1995), La Nounou (1997), La Nounou et les pirates (2002), La Nounou 3 : la famille s'agrandit (2005).

Parmi les cinéastes russes ayant émigré en France :
- Ladislas Starevitch, réalisateur notamment du Roman de Renard (1930) ;
- Alexandre Alexeïeff, inventeur de la technique de l'écran d'épingles (1931).

Les plus célèbres studios d'animation russes sont :
- Soyouzmultfilm[3] ;
- Kievnauchfilm (auquel on doit par exemple Parasolka v Cirkeou / Parasolka en 1980 ou Dojdik, dojdik, pusche! / L'onde vagabonde en 1982).

Les nouveaux studios d'animation et de production :
- Melnitsa Animation Studio (1999), avec la série Luntik (en) et la série télévisée Barboskiny ;
- Petersburg Animation Studio (en) (2003) avec la série Kikoriki diffusée internationalement ;
- Animaccord Animation Studio (2008), avec la série Masha et Michka.